# Mistrzostwa świata w szachach klasycznych 1995

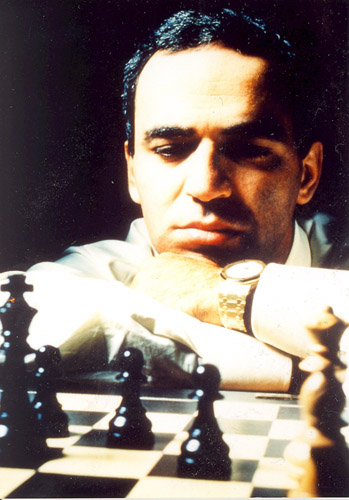
Klasyczny mistrz świata 1995, Garri Kasparow

Mistrzostwa świata w szachach klasycznych 1995, zwane w tamtym czasie jako Mistrzostwa świata PCA w szachach 1995 którego finał odbył się na przestrzeni września i października 1995 roku w Nowym Jorku w Stanach Zjednoczonych, pomiędzy obecnym klasycznym mistrzem świata Garrim Kasparowem i pretendentem Viswanathanem Anandem.

## Turniej pretendentów
Do pierwszej siódemki turnieju kwalifikacyjnego dołączył Nigel Short, przegrany w 1993 roku w meczu o mistrzostwo świata z Kasparowem.
W pierwszej rundzie meczów pretendentów zawodnicy grali za sobą po osiem partii klasycznych, w półfinale 10 partii, a w finale 12, następnie - w przypadku wyniku remisowego - pojedynek dwupartiowy tempem przyspieszonym, dopóki jeden z graczy nie miał przewagi.
Mecze ćwierćfinałowe odbyły się w Trump Tower w Nowym Jorku w czerwcu 1994 roku. Półfinały odbyły się w Linares we wrześniu 1994, a finał w Las Palmas w marcu 1995.
|  |                   |                   |                |                |    |                   |                   |          |  |  |       |       |       |
|  | Ćwierćfinał       | Ćwierćfinał       | Ćwierćfinał    |                |    | Półfinał          | Półfinał          | Półfinał |  |  | Finał | Finał | Finał |
|  | Ćwierćfinał       | Ćwierćfinał       | Ćwierćfinał    |                |    | Półfinał          | Półfinał          | Półfinał |  |  | Finał | Finał | Finał |
|  | 1994 – Nowy Jork  |                   |                |                |    |                   |                   |          |  |  |       |       |       |
|  |                   |                   |                |                |    |                   |                   |          |  |  |       |       |       |
|  | Viswanathan Anand | Viswanathan Anand | 5              |                |    |                   |                   |          |  |  |       |       |       |
|  | Viswanathan Anand | Viswanathan Anand | 5              | 1994 – Linares |    |                   |                   |          |  |  |       |       |       |
|  | Oleg Romaniszyn   | Oleg Romaniszyn   | 2              |                |    |                   |                   |          |  |  |       |       |       |
|  | Oleg Romaniszyn   | Oleg Romaniszyn   | 2              |                |    | Viswanathan Anand | Viswanathan Anand | 5½       |  |  |       |       |       |
|  | 1994 – Nowy Jork  |                   |                |                |    | Viswanathan Anand | Viswanathan Anand | 5½       |  |  |       |       |       |
|  |                   |                   | Michael Adams  | Michael Adams  | 1½ |                   |                   |          |  |  |       |       |       |
|  | Michael Adams     | Michael Adams     | Michael Adams  | Michael Adams  | 1½ | 7½                |                   |          |  |  |       |       |       |
|  | Michael Adams     | Michael Adams     |                |                |    | 7½                | 1995 – Las Palmas |          |  |  |       |       |       |
|  | Siergiej Tiwiakow | Siergiej Tiwiakow | 6½             |                |    |                   |                   |          |  |  |       |       |       |
|  | Siergiej Tiwiakow | Siergiej Tiwiakow | 6½             |                |    | Viswanathan Anand | Viswanathan Anand | 6½       |  |  |       |       |       |
|  | 1994 – Nowy Jork  |                   |                |                |    | Viswanathan Anand | Viswanathan Anand | 6½       |  |  |       |       |       |
|  |                   |                   | Gata Kamski    | Gata Kamski    | 4½ |                   |                   |          |  |  |       |       |       |
|  | Gata Kamski       | Gata Kamski       | Gata Kamski    | Gata Kamski    | 4½ | 4½                |                   |          |  |  |       |       |       |
|  | Gata Kamski       | Gata Kamski       | 1994 – Linares |                |    | 4½                |                   |          |  |  |       |       |       |
|  | Władimir Kramnik  | Władimir Kramnik  | 1½             |                |    |                   |                   |          |  |  |       |       |       |
|  | Władimir Kramnik  | Władimir Kramnik  | 1½             |                |    | Gata Kamski       | Gata Kamski       | 5½       |  |  |       |       |       |
|  | 1994 – Nowy Jork  |                   |                |                |    | Gata Kamski       | Gata Kamski       | 5½       |  |  |       |       |       |
|  |                   |                   | Nigel Short    | Nigel Short    | 1½ |                   |                   |          |  |  |       |       |       |
|  | Nigel Short       | Nigel Short       | Nigel Short    | Nigel Short    | 1½ | 6½                |                   |          |  |  |       |       |       |
|  | Nigel Short       | Nigel Short       |                |                |    |                   |                   |          |  |  |       |       |       |
|  | Boris Gulko       | Boris Gulko       | 5½             |                |    |                   |                   |          |  |  |       |       |       |
|  | Boris Gulko       | Boris Gulko       | 5½             |                |    |                   |                   |          |  |  |       |       |       |

## Mecz o mistrzostwo świata
Finał został rozegrany w World Trade Center, na 107. piętrze South Tower.
Regulamin przewidywał rozegranie 20 partii. Mecz mógł się skończyć wcześniej jeżeli jeden z zawodników zdobędzie 10½ lub 11 punktów.
|                   | Ranking | 1 | 2 | 3 | 4 | 5 | 6 | 7 | 8 | 9 | 10 | 11 | 12 | 13 | 14 | 15 | 16 | 17 | 18 | Razem |
| ----------------- | ------- | - | - | - | - | - | - | - | - | - | -- | -- | -- | -- | -- | -- | -- | -- | -- | ----- |
| Viswanathan Anand | 2725    | ½ | ½ | ½ | ½ | ½ | ½ | ½ | ½ | 1 | 0  | 0  | ½  | 0  | 0  | ½  | ½  | ½  | ½  | 7½    |
| Garri Kasparow    | 2795    | ½ | ½ | ½ | ½ | ½ | ½ | ½ | ½ | 0 | 1  | 1  | ½  | 1  | 1  | ½  | ½  | ½  | ½  | 10½   |
Mecz rozpoczął się ośmioma remisami z rzędu, co było rekordem mistrzostw świata w szachach aż do meczu Carlsen–Caruana w 2018 roku. W dziewiątym meczu Anand białymi przedarł się przez sycylijską obronę Scheveningena Kasparowa, aby wygrać. Kasparow odpowiedział natychmiast w partii 10., z nowością w otwartej obronie Hiszpańskiej.
Partia 11. był prawdopodobnie punktem zwrotnym w meczu. Kasparow sporządził wielką niespodziankę, grając wariant smoczy obrony sycyliskiej czarnymi – niegdyś popularną obronę, którą w tamtym czasie rozgrywało tylko kilku specjalistów na najwyższym poziomie. Anand przeoczył stosunkowo prostą kombinację i przegrał. Po remisie w partii 12., Anand ponownie grał słabo przeciwko wariantowi smoczemu w partii 13., ponownie przegrywając z białymi, aby stracić dwa punkty.
Kiedy Anand przegrał partię 14., Kasparow miał zdecydowaną przewagę 8½-5½ i mecz był praktycznie zakończony. Gracze zremisowali swoje pozostałe partie.